# MenX
MenX est une écurie de sport automobile tchèque.

## Historique
En 2003, MenX participe au championnat FIA GT.
En 2005, l'écurie participe aux Le Mans Endurance Series avec une Ferrari 550 GTS Maranello.
En août, avec la Ferrari 550 GTS Maranello, MenX remporte les 1 000 kilomètres de Silverstone dans la catégorie GT1.
En février 2006, MenX et l'écurie russe Convers Team s'associe en vue de la prochaine saison des Le Mans Series à venir.
La même année, l'écurie participe aux 24 Heures du Mans avec la même voiture. La préstation se solde par un abandon, qui survient à la suite d'une sortie de piste d'Alexey Vasiliev aux virages Porsche, à environ 8 h du matin.